# Didemnum ectensum
Didemnum ectensum är en sjöpungsart som beskrevs av Romanov 1989. Didemnum ectensum ingår i släktet Didemnum och familjen Didemnidae. Inga underarter finns listade i Catalogue of Life.